# Anselmo López
Anselmo López Martín (* 5. Mai 1910 in Velayos, Provinz Ávila; † 14. Dezember 2004 in Madrid) war ein spanischer Basketballspieler, -trainer und Sportfunktionär. Er gilt neben Raimundo Saporta und Ernesto Segura de Luna als einer der wichtigsten Funktionäre und Förderer in der Entwicklung des Basketballs in Spanien.

## Laufbahn
Anselmo López spielte in den 1930er Jahren in der Basketballsektion von Espanyol Barcelona, von dort wechselte er in den Trainerstab der Katalanen. Im Jahr 1941 gewann das von ihm trainierte Team durch ein 35:24 im Endspiel gegen CB L'Hospitalet den Spanischen Pokal, zu dieser Zeit der wichtigste Bewerb des Landes, und holte damit den einzigen großen Titel für Espanyol in dieser Sportart. Als Trainer von Real Madrid gelang ihm 1944 erneut der Finaleinzug, diesmal scheiterte seine Mannschaft jedoch mit 18:33 an Laietà BC.
Im Jahr 1947 wechselte er in den Spanischen Verband, wo er von 1947 bis 1949 sowie 1952 als Nationaltrainer wirkte, darüber hinaus jedoch auch in der sportlichen Leitung tätig war. Im Jahr 1963 begann er sich für die Verbreitung von Mini-Basketball in Spanien einzusetzen. Dabei handelt es sich um eine aus Amerika stammende, dort als Biddy Basketball bekannte, Variante die mit kleineren, leichteren Bällen und niedrigeren Körben gespielt wird und sich insbesondere für Kinder eignet. Anselmo López gilt als einer der Väter des Minibasket in Spanien und Europa.
Von 1966 bis 1971 wirkte er als Präsident des Spanischen Basketballverbandes. Für seine Verdienste in der Förderung und Entwicklung des Basketballsports wurde er im Jahr 1994 mit dem FIBA Order of Merit ausgezeichnet.
Darüber hinaus arbeitete Anselmo López auch von 1966 bis 1971 als Vizepräsident und von 1971 bis 1984 als Generalsekretär für das Spanische Olympische Komitee (COE). Er leitete zudem das spanische Aufgebot bei den Olympischen Sommerspielen 1968, 1972, 1976 und 1980 sowie bei den Winterspielen 1972. Von 1980 bis 1996 hatte er das Amt des Schatzmeisters bei der  Vereinigung der Nationalen Olympischen Komitees inne, wo er von 1980 bis 1981 auch als Generalsekretär wirkte. Zudem stand er als Vizepräsident in Diensten des Organisationskomitees der Fußball-Weltmeisterschaft 1982 in Spanien.
Am 14. Dezember 2004 verstarb Anselmo López im Alter von 94 Jahren. 2007 wurde er Posthum in die FIBA Hall of Fame aufgenommen.

## Erfolge und Ehrungen

### Trainer
Espanyol Barcelona
- Spanischer Pokal: 1941

### Funktionär
Ehrungen
- Mitglied der FIBA Hall of Fame
- Träger des FIBA Order of Merit